# Fissidentaceae
Fissidentaceae, porodica pravih mahovina iz reda Dicranales, nekada uključivana u vlastiti red Fissidentales. Jedini priznati rod je Fissidens Hedw.,,

## Opis roda
Rod Fissidens uključuje oko 450 vrsta (Crosby et al. 2000) rasprostranjenih uglavnom u vlažnim tropima, au manjoj mjeri u umjerenim područjima svijeta. Pripadnici roda lako se razlikuju od svih ostalih mahovina po svojim pločastim izbojcima sa spojenim, distihozno raspoređenim listovima. U Indiji je rod zastupljen s oko 78 vrsta (Gangulee 1969, Manju et al. 2008a, Daniels 2010, Dandotiya et al. 2011, Verma et al. 2011, Frahm et al. 2013, Schwartz 2014) s nekoliko nedavnih dodataka kao što su F. longtonianus (Iwatsuki i Suzuki 2005) i F. kammadensis (Manju et al. 2008b). Budući da ovaj rod pokazuje mnoge različite karakteristike, neki su ga  pokušali dodatno podijeliti. Među njima Brotherus (1909.), temeljen na Müllerovoj klasifikaciji (1901.), bio je najšire prihvaćen. U posljednjih nekoliko godina uvedeni su novi taksonomski korisni znakovi koji su također poboljšali klasifikacije. Pursell i Bruggeman (2004) podijelili su rod u četiri podroda, tj. Pachyfissidens, Octodiceras, Fissidens i Aloma. Podrod Pachyfissidens i podrod Fissidens opet su podijeljeni u tri odnosno dva odjeljka.
Tijekom revizijskih studija Fissidentaceae Zapadnih Ghata u Indiji, prikupljen je Fissidens u zimzelenim šumama okruga Wayanad u državi Kerala za koji se činilo da je F. macrosporus Dixon. Ovu izvanrednu vrstu opisao je Dixon (1921.) samo latinskim opisom. Nakon njega ovu vrstu nije skupljao niti opisivao niti jedan autor iz Zapadnih Gata. Frahm et al. (2013.) uvrstio je ovu vrstu u kontrolni popis mahovina Karnatake na temelju izvornog opisa. Stoga je sadašnja zbirka iz Zapadnih Ghata ponovno otkriće nakon više od 90 godina.
Fissidens macrosporus razlikuje se od ostalih vrsta Fissidens po svojim uronjenim sporofitima i anomalnim peristomima. Fissidens macrosporus jedna je od nekoliko vrsta iz južne Indije koje su Crosby et al. (2000) uvršten kao nedovoljno poznat. Ovo otkriće dobra je prilika da se ova izvanredna, slabo poznata vrsta otrgne od zaborava i da joj se da novi opis, dijagnoza i brojke. Ovu epifitsku vrstu karakteriziraju kratki, uspravni sporofit, peristom koji završava kao jedna nit iznad, nepravilno perforiran odozdo, unipapilozne laminalne stanice, elimbatni listovi i velike spore. Pripada podrodu Aloma.

## Vrste
1. Fissidens acacioides Schrad.
2. Fissidens aciphyllus Dixon
3. Fissidens acreanus Irmsch.
4. Fissidens acrophilus Brugg.-Nann.
5. Fissidens adianthoides Hedw.
6. Fissidens afropapillosus P.de la Varde
7. Fissidens aggestus (Besch.) Paris
8. Fissidens ah-pengae Brugg.-Nann.
9. Fissidens albolimbatus Dixon
10. Fissidens allionii Broth.
11. Fissidens allorgei P.de la Varde
12. Fissidens alomoides Müll.Hal. ex Dusén
13. Fissidens amazonicus Pursell
14. Fissidens ambiguus Bizot ex Pócs
15. Fissidens amoenus Müll.Hal.
16. Fissidens amplifolius Dixon & P.de la Varde
17. Fissidens ampliretis (Müll.Hal.) Broth.
18. Fissidens andicola (Herzog) Brugg.-Nann.
19. Fissidens androgynus Bruch
20. Fissidens angustelimbatus Mitt.
21. Fissidens angustiusculus Dixon & P.de la Varde
22. Fissidens angustus Thwaites & Mitt.
23. Fissidens anisophyllus Dixon
24. Fissidens annamensis Paris & Broth.
25. Fissidens anomalus Mont.
26. Fissidens antiquus Saporta
27. Fissidens antrophyi Müll.Hal.
28. Fissidens aoraiensis H.Whittier & H.A.Mill.
29. Fissidens aphelotaxifolius Pursell
30. Fissidens appalachensis R.H.Zander
31. Fissidens arboricola Brugg.-Nann.
32. Fissidens arcticus Bryhn
33. Fissidens argyroloma P.de la Varde
34. Fissidens aristifer Brugg.-Nann.
35. Fissidens arnigadhensis Broth. ex S.S.Kumar
36. Fissidens arnoldii R.Ruthe
37. Fissidens artsii Brugg.-Nann.
38. Fissidens arunii J.P.Srivast. & Nork.
39. Fissidens asplenioides Hedw.
40. Fissidens asselii Bizot
41. Fissidens autoicus Thér. & Dixon
42. Fissidens axilliflorus Thwaites & Mitt.
43. Fissidens azoricus (P.de la Varde) Bizot
44. Fissidens badyinbarus I.G.Stone
45. Fissidens balansaeanus Besch.
46. Fissidens bambergeri Schimp. ex Milde
47. Fissidens beccarii (Hampe) Broth.
48. Fissidens beckettii Mitt.
49. Fissidens benitotanii Z.Iwats., K.T.Yong & Tad.Suzuki
50. Fissidens berteroi (Mont.) Müll.Hal.
51. Fissidens bessouensis Corb.
52. Fissidens biformis Mitt.
53. Fissidens bifrons Schimp. ex Müll.Hal.
54. Fissidens bilaspurense Gangulee
55. Fissidens bilewskyi P.de la Varde
56. Fissidens bistratosus Brugg.-Nann.
57. Fissidens blechnoides J.E.Beever
58. Fissidens bogoriensis M.Fleisch.
59. Fissidens bogosicus Müll.Hal.
60. Fissidens boninensis Z.Iwats.
61. Fissidens borgenii Hampe
62. Fissidens bourgaeanus Besch.
63. Fissidens brachypus Mitt.
64. Fissidens brassii E.B.Bartram
65. Fissidens braunii (Müll.Hal.) Dozy & Molk.
66. Fissidens brevidorsus Dixon
67. Fissidens brevifrons Mitt.
68. Fissidens brevinervis Broth.
69. Fissidens brevipes Besch.
70. Fissidens brindae Pursell & B.H.Allen
71. Fissidens bryoides Hedw.
72. Fissidens bryoides Ramosissimus
73. Fissidens bushii (Cardot & Thér.) Cardot & Thér.
74. Fissidens cagoui Frank Müll., Pursell & Brugg.-Nann.
75. Fissidens cambewarrae Dixon
76. Fissidens canalae Broth. & Paris
77. Fissidens capitulatus Nog.
78. Fissidens capriviensis Magill
79. Fissidens carnosus Broth.
80. Fissidens celticus Paton
81. Fissidens ceylonensis Dozy & Molk.
82. Fissidens chioneurus Müll.Hal.
83. Fissidens chiricahuensis Pursell & B.H.Allen
84. Fissidens chitralensis P.de la Varde
85. Fissidens circinalis Mitt.
86. Fissidens closteri Austin
87. Fissidens coacervatus Brugg.-Nann.
88. Fissidens compienei Broth. & Paris
89. Fissidens consociatus Thér.
90. Fissidens costivelatus Brugg.-Nann.
91. Fissidens crassinervis Sande Lac.
92. Fissidens crassipes Wilson ex Bruch & Schimp.
93. Fissidens crenulatus Mitt.
94. Fissidens crispulus Brid.
95. Fissidens crispus Mont.
96. Fissidens cucullatus I.G.Stone
97. Fissidens curticostatus Brugg.-Nann., K.Hyl. & Pursell
98. Fissidens curvatoinvolutus Dixon
99. Fissidens curvatus Hornsch.
100. Fissidens cuspidifer Dixon
101. Fissidens cuspidiferus Dixon, 1930
102. Fissidens cuynetii Bizot
103. Fissidens cyatheicola Brugg.-Nann.
104. Fissidens cylindraceus Mitt.
105. Fissidens cylindrothecus Pursell & J.Aguirre
106. Fissidens dalamair H.Akiyama
107. Fissidens daltoniaefolius Müll.Hal.
108. Fissidens daltoniifolius Müll.Hal.
109. Fissidens danckelmannii Müll.Hal.
110. Fissidens darntyi Schimp.
111. Fissidens darutyi Schimp. ex Besch.
112. Fissidens darwinianus Catches. & I.G.Stone
113. Fissidens dasyphus Welw. & Duby
114. Fissidens dealbatus Hook.f. & Wilson
115. Fissidens deciduaefolius Sakurai
116. Fissidens decumbens R.Ruthe
117. Fissidens decursivus Müll.Hal.
118. Fissidens delicatulus Ångstr.
119. Fissidens dendeliensis Paris & Broth.
120. Fissidens dendrophilus Brugg.-Nann. & Pursell
121. Fissidens dentatolimbatus Dixon
122. Fissidens diaphanodontus (P.de la Varde) Bizot
123. Fissidens diaphanus Bizot
124. Fissidens dietrichiae Müll.Hal.
125. Fissidens discolor Wilson ex Mitt.
126. Fissidens dissitifolius Sull.
127. Fissidens diversifolioides Gangulee
128. Fissidens diversifolius Mitt.
129. Fissidens dongensis Besch.
130. Fissidens dubius P.Beauv.
131. Fissidens duttonii H.A.Mill.
132. Fissidens ecuadorensis Pursell & Brugg.-Nann.
133. Fissidens elegans Brid.
134. Fissidens elizbrowniae B.C.Tan & Wongkuna
135. Fissidens ellipticoides Brugg.-Nann. & Kürschner
136. Fissidens elongatus Mitt.
137. Fissidens enervis Sim
138. Fissidens erectothorsbornei Tad.Suzuki
139. Fissidens eremicus J.Guerra & J.A.Jiménez
140. Fissidens ernestii Irmsch.
141. Fissidens erosulus (Müll.Hal.) Paris
142. Fissidens euryloma P.de la Varde
143. Fissidens excurrentinervis R.S.Williams
144. Fissidens exiguus Sull.
145. Fissidens exilis Hedw.
146. Fissidens ezukanmae Brugg.-Nann.
147. Fissidens faniensis (Besch.) Paris
148. Fissidens fasciculatus Hornsch.
149. Fissidens fautauae H.Whittier & H.A.Mill.
150. Fissidens filiformis Z.Iwats.
151. Fissidens firmus Mitt.
152. Fissidens fissicaulis Müll.Hal.
153. Fissidens flabellatus Hornsch.
154. Fissidens flabellulus Thwaites & Mitt.
155. Fissidens flaccidifolius Broth.
156. Fissidens flaccidus Mitt.
157. Fissidens fluitans Dixon
158. Fissidens fontanus (Bach.Pyl.) Steud.
159. Fissidens formosanus Nog.
160. Fissidens forsythii Broth.
161. Fissidens fujiensis Tad.Suzuki & Z.Iwats.
162. Fissidens fuscoviridis Thwaites & Mitt.
163. Fissidens ganguleei Nork.
164. Fissidens gardneri Mitt.
165. Fissidens gaultieri Paris & Broth.
166. Fissidens gedehensis M.Fleisch.
167. Fissidens geijskesii Florsch.
168. Fissidens geminiflorus Dozy & Molk.
169. Fissidens georgianus Irmsch.
170. Fissidens geppii M.Fleisch.
171. Fissidens gibbonii Bizot ex Pócs
172. Fissidens giraldii Broth.
173. Fissidens gladiolus Mitt.
174. Fissidens glaucissimus Welw. & Duby
175. Fissidens gollani Broth.
176. Fissidens gomae P.de la Varde & V.Leroy bis
177. Fissidens goyazensis Broth.
178. Fissidens gracilescens Ångström
179. Fissidens gracilifolius Brugg.-Nann. & Nyholm
180. Fissidens grainvillei P.de la Varde
181. Fissidens grainvillei P.de la Varde ex Thér.
182. Fissidens grandifolius Broth. & P.de la Varde
183. Fissidens grandifolius D.Subram.
184. Fissidens grandifrons Brid.
185. Fissidens granulatus (Geh. & Hampe) Paris
186. Fissidens granulidens Brugg.-Nann.
187. Fissidens griffithii Gangulee
188. Fissidens grossiretis Müll.Hal.
189. Fissidens guangdongensis Z.Iwats. & Z.H.Li
190. Fissidens guianensis Mont.
191. Fissidens gymnandrus Buse
192. Fissidens gymnocarpus I.G.Stone
193. Fissidens gymnogynus Besch.
194. Fissidens gymnostomus Brugg.-Nann.
195. Fissidens haconicus Müll.Hal.
196. Fissidens hadii Banu-Fattah
197. Fissidens hallianus (Sull. & Lesq.) Mitt.
198. Fissidens harringtonii Brugg.-Nann.
199. Fissidens henryae I.G.Stone
200. Fissidens hildebrandtii Müll.Hal.
201. Fissidens himalayanus Broth.
202. Fissidens hirsutus Bizot
203. Fissidens hirsutus Bizot ex Pócs
204. Fissidens hoei Pursell
205. Fissidens holleanus Dozy & Molk.
206. Fissidens hollianus Dozy & Molk.
207. Fissidens homomallulus Müll.Hal. ex Dixon
208. Fissidens horizonticarpus Müll.Hal.
209. Fissidens hornschuchii Mont.
210. Fissidens hyalinus Wilson & Hook.
211. Fissidens hydropogon Spruce ex Mitt.
212. Fissidens hylogenes Dixon
213. Fissidens hylophilus Irmsch.
214. Fissidens hymenodon Besch.
215. Fissidens imbricatus E.Britton & E.B.Bartram
216. Fissidens inaequalilimbatus Paris & Broth.
217. Fissidens inaequalis Mitt.
218. Fissidens inaequiretis I.G.Stone
219. Fissidens incertus Thér. & P.de la Varde
220. Fissidens incisus Herzog
221. Fissidens inclinis Müll.Hal.
222. Fissidens inclusus Bizot & Dury ex Pócs
223. Fissidens incognitus Gangulee
224. Fissidens inconspicuus Mitt.
225. Fissidens incurvus Starke ex Röhl.
226. Fissidens integerrimus Mitt.
227. Fissidens integrifolius Schimp. ex Müll.Hal.
228. Fissidens intramarginatus (Hampe) A.Jaeger
229. Fissidens intromarginatus (Hampe) Mitt.
230. Fissidens involutus Wilson ex Mitt.
231. Fissidens iwatsukii Brugg.-Nann.
232. Fissidens jaiorum H.Whittier & H.A.Mill.
233. Fissidens jansenii Sérgio & Pursell
234. Fissidens javanicus Dozy & Molk.
235. Fissidens jeffreyi Bizot ex Brugg.-Nann.
236. Fissidens jonesii Bizot ex Pócs
237. Fissidens jungermannioides Griff.
238. Fissidens jungermanniopsis Müll.Hal.
239. Fissidens juruensis Broth.
240. Fissidens kalimpongensis Gangulee
241. Fissidens kamiyamae Tad.Suzuki & Z.Iwats.
242. Fissidens kammadensis Manju, K.P.Rajesh & Madhus.
243. Fissidens karataviensis Samsel
244. Fissidens karwarensis Dixon
245. Fissidens kiguchii Tad.Suzuki
246. Fissidens kilaueae Hoe & H.A.Crum
247. Fissidens kinabaluensis Z.Iwats.
248. Fissidens kondoi Sakurai
249. Fissidens kosaninii Latzel
250. Fissidens kurzii Müll.Hal.
251. Fissidens lacer Müll.Hal.
252. Fissidens lachmannii Bizot
253. Fissidens lagenarius Mitt.
254. Fissidens lancifolius E.B.Bartram
255. Fissidens laosianus Dixon
256. Fissidens lautokensis Dixon
257. Fissidens laxetexturatus Brugg.-Nann.
258. Fissidens laxitextus Broth. ex Gangulee
259. Fissidens lepidopiloides Müll.Hal.
260. Fissidens leptocheilos Müll.Hal.
261. Fissidens leptocladus Müll.Hal. ex Rodway
262. Fissidens leptocormus Müll.Hal.
263. Fissidens leptopelma Dixon
264. Fissidens leptophyllus Mont.
265. Fissidens letestui P.de la Varde
266. Fissidens leucocinctus Hampe
267. Fissidens leucodictyus Müll.Hal.
268. Fissidens liliputanus Müll.Hal.
269. Fissidens limbinervis Brugg.-Nann. & Z.Iwats.
270. Fissidens lindbergii A.Jaeger
271. Fissidens linearilimbatus Müll.Hal.
272. Fissidens linearis Brid.
273. Fissidens littlei (R.S.Williams) Grout
274. Fissidens loennbergii P.de la Varde
275. Fissidens longevaginatus Dixon
276. Fissidens longisetus Griff.
277. Fissidens longtonianus Z.Iwats. & Tad.Suzuki
278. Fissidens luisieri P.de la Varde
279. Fissidens luteofuscus I.Hagen
280. Fissidens macaoensis Li Zhang
281. Fissidens macrobryoides Müll.Hal.
282. Fissidens macroglossus (Broth.) Brugg.-Nann.
283. Fissidens macrosporoides Dixon & P.de la Varde
284. Fissidens macrosporus Dixon
285. Fissidens madecassus Schimp. ex Müll.Hal.
286. Fissidens magnicellulatus Brugg.-Nann.
287. Fissidens manilalii K.M.Manjula, Manju & K.P.Rajesh
288. Fissidens mariei (Besch.) Broth.
289. Fissidens marthae Cardot
290. Fissidens maschalanthus Mont.
291. Fissidens megalotis Schimp. ex Müll.Hal.
292. Fissidens menyhartii Müll.Hal.
293. Fissidens metzgeria (Müll.Hal.) Broth.
294. Fissidens michoacanus Thér.
295. Fissidens microcarpus Mitt.
296. Fissidens microdictyon Dixon & P.de la Varde
297. Fissidens micronesicus H.Whittier
298. Fissidens microstictus Dixon & Luisier
299. Fissidens minutifolius Broth. & P.de la Varde
300. Fissidens minutifrons Pursell & D.H.Norris
301. Fissidens minutipes (Müll.Hal.) Broth.
302. Fissidens minutulus Sull.
303. Fissidens monguillonii Thér.
304. Fissidens mooreae H.Whittier & H.A.Mill.
305. Fissidens mussuriensis Müll.Hal.
306. Fissidens nanobryoides Besch.
307. Fissidens narbonensis Roum.
308. Fissidens neglectus H.A.Crum
309. Fissidens neomagofukui Z.Iwats. & Tad.Suzuki
310. Fissidens nigerianus Bizot ex Brugg.-Nann.
311. Fissidens nigroviridis E.S.Salmon
312. Fissidens nobilis Griff.
313. Fissidens nobreganus Luisier & P.de la Varde
314. Fissidens noronhensis T.P.Teixeira, Bordin & Carv.-Silva
315. Fissidens nothotaxifolius Pursell & Hoe
316. Fissidens oblatus I.G.Stone & Catches.
317. Fissidens obliquifolius Müll.Hal.
318. Fissidens oblongifolius Hook.f. & Wilson
319. Fissidens obscurifrons Brugg.-Nann.
320. Fissidens obscurirete Broth. & Paris
321. Fissidens obscurocostatus Pursell
322. Fissidens obscurus Mitt.
323. Fissidens obtusatulus (Müll.Hal.) Broth.
324. Fissidens obtusifolius Wilson
325. Fissidens obtusissimus (Florsch.) Pursell
326. Fissidens obtusoapiculatus Dixon
327. Fissidens ocellatus P.de la Varde
328. Fissidens odontoloma Müll.Hal.
329. Fissidens oediloma Müll.Hal. ex Broth.
330. Fissidens orishae Gangulee
331. Fissidens ornaticostatus H.Rob.
332. Fissidens ornatus Herzog
333. Fissidens osmundioides Hedw.
334. Fissidens osmundoides Hedw.
335. Fissidens ovatifolius R.Ruthe
336. Fissidens ovatus Brid.
337. Fissidens pachylomadelphus Demaret & P.de la Varde
338. Fissidens pachyphyllus Dixon
339. Fissidens pacificus Ångstr.
340. Fissidens pallidinervis Mitt.
341. Fissidens pallidus Hook.f. & Wilson
342. Fissidens palmatus Hedw.
343. Fissidens palmifolius (P.Beauv.) Broth.
344. Fissidens papillisetus Brugg.-Nann.
345. Fissidens parkii Mitt.
346. Fissidens patentifolius Schiavone
347. Fissidens patulifolius Dixon
348. Fissidens pauperculus M.Howe
349. Fissidens pechuelii (Müll.Hal.) Paris
350. Fissidens pellucidus Hornsch.
351. Fissidens pellucinervis E.B.Bartram
352. Fissidens perangustus Broth.
353. Fissidens perdecurrens Besch.
354. Fissidens perfalcatus Broth.
355. Fissidens perobtusus Dixon
356. Fissidens perplexans Dixon
357. Fissidens persicus R.Ruthe
358. Fissidens perumalensis Dixon & P.de la Varde
359. Fissidens peruvianus Hampe ex Müll.Hal.
360. Fissidens petrophilus Sull.
361. Fissidens pictus Bizot ex Pócs
362. Fissidens plagiothecioides Müll.Hal.
363. Fissidens planifrons Besch.
364. Fissidens platensis Paris
365. Fissidens platyneuros Renauld & Cardot
366. Fissidens plumosus Hornsch.
367. Fissidens plurisetus E.B.Bartram
368. Fissidens pocsii Bizot & Dury ex Pócs
369. Fissidens pokhrensis Nork. ex S.S.Kumar
370. Fissidens polyphyllus Wilson ex Bruch & Schimp.
371. Fissidens polypodioides Hedw.
372. Fissidens polysetulus Müll.Hal. ex Gangulee & Nork.
373. Fissidens porrectus Mitt.
374. Fissidens potieri Pócs
375. Fissidens prionocheilos Müll.Hal.
376. Fissidens prionodes Mont.
377. Fissidens protonemaecola Sak., 1933
378. Fissidens protonematicola Sakurai
379. Fissidens pseudautoicus Tad.Suzuki & Z.Iwats.
380. Fissidens pseudoaldelphinus Z.Iwats. & Tad.Suzuki
381. Fissidens pseudoanomalus Brugg.-Nann. & Frank Müll.
382. Fissidens pseudoceylonensis B.C.Tan & M.S.Choy
383. Fissidens pseudoclosteri Z.Iwats. & S.S.Kumar
384. Fissidens pseudoeenii Bizot & Dury
385. Fissidens pseudofirmus Z.Iwats.
386. Fissidens pseudohollianus Z.Iwats. & Tad.Suzuki
387. Fissidens pseudojavanicus Tad.Suzuki & Z.Iwats.
388. Fissidens pseudopallidus I.G.Stone
389. Fissidens pseudoplumosus Bizot & Onr. ex Brugg.-Nann.
390. Fissidens pseudoplurisetus Bordin, Pursell & O.Yano
391. Fissidens pseudoscindulatus Brugg.-Nann.
392. Fissidens pugionifolius Müll.Hal.
393. Fissidens pulchellus Mitt.
394. Fissidens punctulatus Sande Lac.
395. Fissidens pursellii S.H.Lin
396. Fissidens pusillus (Wilson) Milde
397. Fissidens pycnoglossus Müll.Hal.
398. Fissidens pygmaeus Hornsch.
399. Fissidens radicans Mont.
400. Fissidens raiatensis E.B.Bartram
401. Fissidens ramicola Broth.
402. Fissidens ramulosus Mitt.
403. Fissidens ranchiensis Gangulee
404. Fissidens ranuii Gangulee
405. Fissidens reflexus Hampe
406. Fissidens reimersii P.de la Varde
407. Fissidens rigidulus Hook.f. & Wilson
408. Fissidens rivularis (Spruce) Schimp.
409. Fissidens robynsianus P.de la Varde
410. Fissidens rochensis Broth.
411. Fissidens rosulatus P.de la Varde
412. Fissidens rotereaui P.de la Varde
413. Fissidens rotundifolius Brugg.-Nann.
414. Fissidens rufescens Hornsch.
415. Fissidens rufinervis Müll.Hal.
416. Fissidens rufulus Schimp.
417. Fissidens rupicola Broth. & Paris
418. Fissidens santa-clarensis Thér.
419. Fissidens saprophilus Broth.
420. Fissidens scalaris Mitt.
421. Fissidens scariosus Mitt.
422. Fissidens schusteri Z.Iwats. & P.C.Wu
423. Fissidens schwabei Nog.
424. Fissidens sciophyllus Mitt.
425. Fissidens scleromitrius (Besch.) Broth.
426. Fissidens sedgwickii Broth. & Dixon
427. Fissidens semi-crassus Müll.Hal.
428. Fissidens semicompletus Hedw.
429. Fissidens semperfalcatus Dixon
430. Fissidens sepincola Mitt.
431. Fissidens serratomarginatus Müll.Hal.
432. Fissidens serratus C.Müller, 1847
433. Fissidens serrulatus Brid.
434. Fissidens seychellensis Dury & Onr.
435. Fissidens shandongensis Z.J.Ren, N.N.Yu & Z.T.Zhao
436. Fissidens shiinae Tad.Suzuki & Z.Iwats.
437. Fissidens siculaefolius Paris & Broth.
438. Fissidens skallangae Dixon
439. Fissidens socialis Müll.Hal.
440. Fissidens soldanianus Tad.Suzuki & Z.Iwats.
441. Fissidens somaliae Müll.Hal.
442. Fissidens spinosolimbatus Bizot & Dury ex Pócs
443. Fissidens splachnifolius Hornsch.
444. Fissidens splachnoides Broth.
445. Fissidens splchnobryoides Broth.
446. Fissidens splendens Brugg.-Nann.
447. Fissidens spuriolimbatus Broth.
448. Fissidens steerei Grout
449. Fissidens stenocarpus Müll.Hal.
450. Fissidens stenophyllus Ångstr.
451. Fissidens stenopteryx Besch.
452. Fissidens stolonaceus Müll.Hal.
453. Fissidens streimannii Tad.Suzuki & Z.Iwats.
454. Fissidens strictidens Brugg.-Nann. & Frank Müll.
455. Fissidens strictulus C.Muell., 1898
456. Fissidens strictus Hook.f. & Wilson
457. Fissidens subangustus M.Fleisch.
458. Fissidens subbasilaris Hedw.
459. Fissidens subbryoides Gangulee
460. Fissidens subcongolensis Bizot & Dury ex Pócs
461. Fissidens subdiscolor Dixon
462. Fissidens sublimbatus Grout
463. Fissidens sublineaefolius Brugg.-Nann.
464. Fissidens sublineifolius (P.de la Varde) Brugg.-Nann.
465. Fissidens submarginatus Bruch
466. Fissidens subnutans Müll.Hal.
467. Fissidens subobtusus Dixon
468. Fissidens subpalmatus Müll.Hal.
469. Fissidens subpictus Bizot ex Pócs
470. Fissidens subplanifrons Bizot & Onr. ex Brugg.-Nann.
471. Fissidens subradicans Broth.
472. Fissidens subramicola Broth.
473. Fissidens subscleromitrius Bizot & Dury
474. Fissidens subsessilis P.C.Chen
475. Fissidens subulatifolius (Müll.Hal.) Paris
476. Fissidens subulatus Mitt.
477. Fissidens subundatus Dury
478. Fissidens sufflatus I.G.Stone
479. Fissidens surumuensis Irmsch.
480. Fissidens sydneyensis Geh.
481. Fissidens synoicus Müll.Hal.
482. Fissidens taiarapuensis H.Whittier & H.A.Mill.
483. Fissidens takayukii Tad.Suzuki
484. Fissidens tamaspocsii Brugg.-Nann.
485. Fissidens tapes Paris & Broth.
486. Fissidens taxifolius Hedw.
487. Fissidens taylorii Müll.Hal.
488. Fissidens tenellus Hook.f. & Wilson
489. Fissidens teniolatus Dixon & P.de la Varde
490. Fissidens terebrifolius Müll.Hal.
491. Fissidens terrae-reginae E.B.Bartram
492. Fissidens terricola Irmsch.
493. Fissidens teysmannianus Dozy & Molk.
494. Fissidens thorsbornei (I.G.Stone) Brugg.-Nann.
495. Fissidens thwaitesii Paris
496. Fissidens tonkinensis Paris & Broth.
497. Fissidens tosaensis Broth.
498. Fissidens townsendianus Pursell
499. Fissidens translucens Brugg.-Nann. & M.Wigginton
500. Fissidens tumescens Pursell & Frank Müll.
501. Fissidens uii Broth. ex Sakurai
502. Fissidens unipapillosus Brugg.-Nann.
503. Fissidens usambaricus Broth.
504. Fissidens vanzantenii Brugg.-Nann.
505. Fissidens ventanae Müll.Hal.
506. Fissidens ventricosus Lesq.
507. Fissidens victorialis Mitt.
508. Fissidens virens Thwaites & Mitt.
509. Fissidens viridulus (Sw.) Wahlenb.
510. Fissidens vitreolimbatus Müll.Hal.
511. Fissidens wageri Dixon
512. Fissidens waiensis J.E.Beever
513. Fissidens waldheimii Elenkin
514. Fissidens walkeri Broth.
515. Fissidens wallisii Müll.Hal.
516. Fissidens wattsii Broth.
517. Fissidens weirii Mitt.
518. Fissidens wichurae Broth. & M.Fleisch.
519. Fissidens widgrenii Paris
520. Fissidens wollsianus Müll.Hal.
521. Fissidens yanoae Pursell
522. Fissidens yucatanensis Steere
523. Fissidens zambiae Bizot
524. Fissidens zollingeri Mont.
525. Fissidens zwickeyi E.B.Bartram